# Lepetodrilus tevnianus
Lepetodrilus tevnianus là một loài ốc biển, là động vật thân mềm chân bụng sống ở biển thuộc họ Lepetodrilidae.